# Пытка питьём

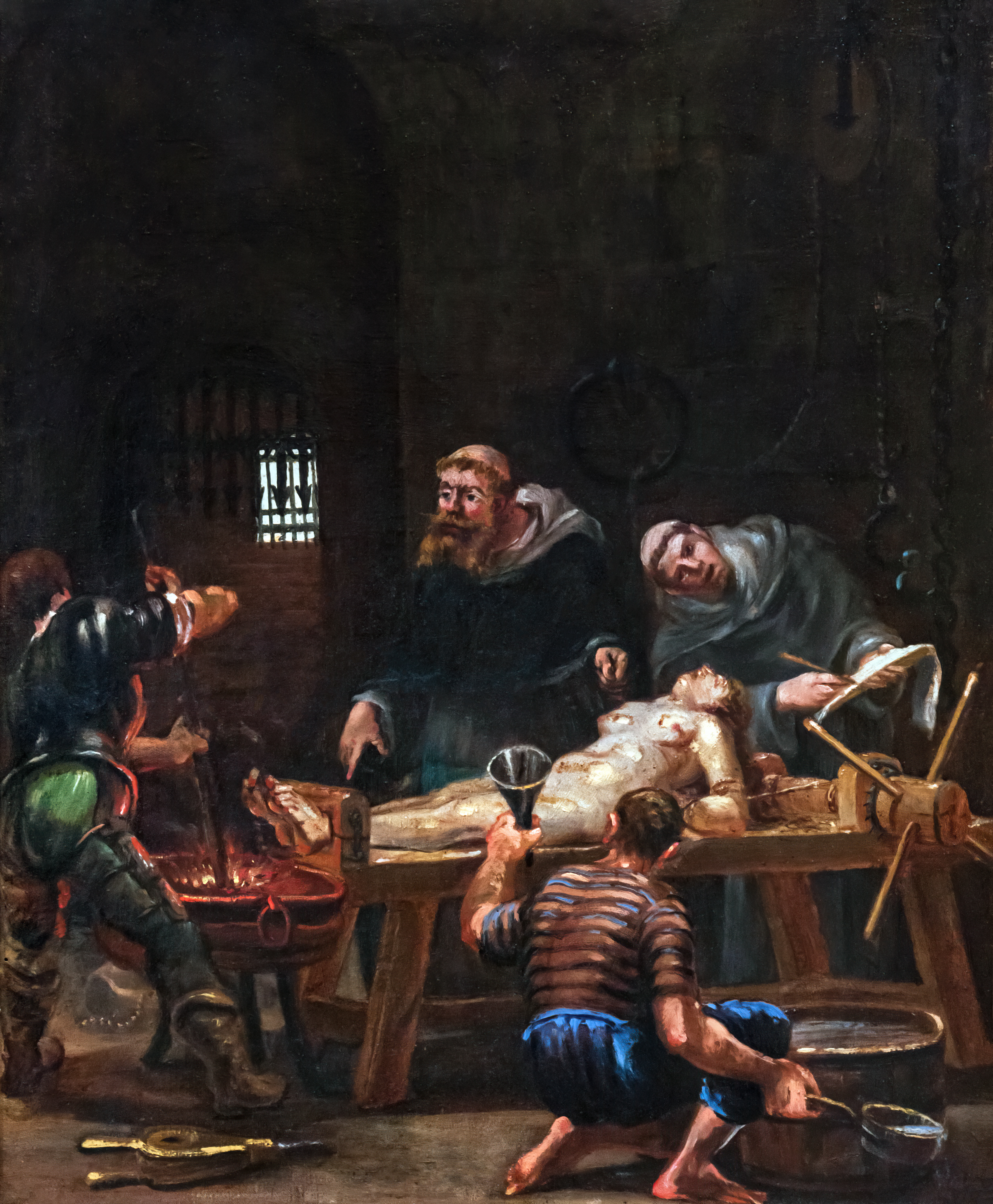
В пыточных застенках Маркиза де Бренвилье пьёт воду

Пытка питьём — способ пытки, при котором жертву вынуждают пить большое количество воды в течение короткого времени, что приводит к растяжению желудка, отравлению водой и, возможно, к смерти.
При этом зачастую рот жертвы насильно удерживается открытым, челюсти — разжатыми, а нос — заткнутым. Жидкость вводят через воронку или кусок ткани, просунутый в глотку. Чтоб не захлебнуться, жертве приходится глотать вливаемую жидкость (в том числе мочу или жёлчь). По раздувшемуся желудку истязатели периодически могут наносить удары, что вызывает рвотную реакцию — и пытка повторяется сначала.